# Rupert Bruce-Mitford
Rupert Leo Scott Bruce-Mitford est un archéologue britannique né le 14 juin 1914 à Streatham et mort le 10 mars 1994 à Oxford.
Bruce-Mitford travaille pour le British Museum de 1938 à 1977, et son nom reste principalement associé à la publication des résultats des fouilles menées à Sutton Hoo, où un bateau-tombe de l'époque anglo-saxonne a été retrouvé en 1939. Il occupe ensuite la chaire Slade pour l'enseignement des beaux-arts à l'université de Cambridge de 1978 à 1979.